# Jiangsu Zhongtian Gangtie Nuzi Paiqiu Julebu 2015-2016
Questa voce raccoglie le informazioni riguardanti lo Jiangsu Zhongtian Gangtie Nuzi Paiqiu Julebu nelle competizioni ufficiali della stagione 2015-2016.

## Organigramma societario
Area direttiva
- Presidente: Tang Wei

Area tecnica
- Allenatore: Cai Bin
- Secondo allenatore: Shi Hairong
- Assistente allenatore: Yin Yong

Area sanitaria
- Medico: Wu Rongrong

## Rosa
| N° | Nome            | Ruolo | Data di nascita  | Nazionalità sportiva |
| -- | --------------- | ----- | ---------------- | -------------------- |
| 1  | Wang Xueting    | C     | 10 marzo 1995    | Cina                 |
| 2  | Zhang Changning | S/O   | 6 novembre 1995  | Cina                 |
| 3  | Li Hui          | P     | 19 gennaio 1990  | Cina                 |
| 4  | Gu Wenting      | C     | 11 luglio 1995   | Cina                 |
| 5  | Hui Ruoqi       | S     | 4 marzo 1991     | Cina                 |
| 6  | Diao Linyu      | P     | 7 aprile 1994    | Cina                 |
| 7  | Zhai Tingli     | S     | 2 novembre 1988  | Cina                 |
| 8  | Chen Zhan       | L     | 11 ottobre 1990  | Cina                 |
| 9  | Xu Ruoya        | S     | 1º marzo 1994    | Cina                 |
| 10 | Jiang Qianwen   | S/O   | 27 gennaio 1992  | Cina                 |
| 11 | Wang Chenyue    | C     | 22 agosto 1995   | Cina                 |
| 12 | Zhao Jingxue    | P     | 12 gennaio 1993  | Cina                 |
| 13 | Wang Wei        | S     | 1º gennaio 1989  | Cina                 |
| 14 | Chen Yixuan     | S/O   | 23 aprile 1999   | Cina                 |
| 15 | Wang Tingting   | C     | 20 gennaio 1993  | Cina                 |
| 16 | Gong Xiangyu    | S/O   | 21 aprile 1997   | Cina                 |
| 17 | Teng Zhaohui    | S     | 25 novembre 1999 | Cina                 |
| 18 | Zhao Qianru     | C     | 6 agosto 1998    | Cina                 |

## Mercato
| Acquisti | Acquisti     | Acquisti  | Acquisti   |
| R.       | Nome         | da        | Modalità   |
| -------- | ------------ | --------- | ---------- |
| S/O      | Chen Yixuan  | ?         | definitivo |
| S/O      | Gong Xiangyu | giovanili | definitivo |
| S        | Teng Zhaohui | ?         | definitivo |
| C        | Zhao Qianru  | ?         | definitivo |

Nessuna cessione.

## Risultati

### Volleyball League A

#### Regular season

##### Prima fase
| 1ª giornata - 31 ottobre 2015 Changzhou University Gymnasium, Changzhou   | Jiangsu  | 3 - 2 | Shanghai | 22-25, 25-19, 25-22, 26-28, 15-10 |
| 2ª giornata - 3 novembre 2015 Zibo City Sports Center Arena, Zibo         | Shandong | 2 - 3 | Jiangsu  | 14-25, 34-36, 25-23, 25-21, 13-15 |
| 3ª giornata - 7 novembre 2015 Changzhou University Gymnasium, Changzhou   | Jiangsu  | 3 - 1 | Sichuan  | 18-25, 25-18, 25-18, 25-13        |
| 4ª giornata - 10 novembre 2015 Changzhou University Gymnasium, Changzhou  | Jiangsu  | 3 - 0 | Fujian   | 25-23, 25-19, 25-13               |
| 5ª giornata - 14 novembre 2015 Tianjin People's Gymnasium, Tientsin       | Tianjin  | 3 - 0 | Jiangsu  | 25-21, 25-19, 25-15               |
| 6ª giornata - 17 dicembre 2015 Luwan Gymnasium, Shanghai                  | Shanghai | 2 - 3 | Jiangsu  | 25-15, 25-17, 21-25, 23-25, 12-15 |
| 7ª giornata - 21 dicembre 2015 Changzhou University Gymnasium, Changzhou  | Jiangsu  | 3 - 0 | Shandong | 25-17, 25-15, 25-22               |
| 8ª giornata - 24 dicembre 2015 Shuangliu County Sports Center, Chengdu    | Sichuan  | 2 - 3 | Jiangsu  | 20-25, 25-21, 21-25, 25-20, 10-15 |
| 9ª giornata - 28 dicembre 2015 Fujian Olympic Sports Center, Fuzhou       | Fujian   | 3 - 1 | Jiangsu  | 25-23, 17-25, 25-20, 25-20        |
| 10ª giornata - 1º dicembre 2015 Changzhou University Gymnasium, Changzhou | Jiangsu  | 3 - 2 | Tianjin  | 18-25, 25-15, 25-16, 19-25, 15-12 |

##### Seconda fase
| 11ª giornata - 5 dicembre 2015 Glory Stadium, Pechino                     | Beijing  | 2 - 3 | Jiangsu  | 25-22, 25-9, 14-25, 19-25, 13-15  |
| 12ª giornata - 8 dicembre 2015 Jiashan County Coliseum, Jiaxing           | Zhejiang | 0 - 3 | Jiangsu  | 20-25, 18-25, 24-26               |
| 13ª giornata - 12 dicembre 2015 Changzhou University Gymnasium, Changzhou | Jiangsu  | 3 - 2 | Beijing  | 22-25, 25-19, 19-25, 25-18, 15-13 |
| 14ª giornata - 15 dicembre 2015 Changzhou University Gymnasium, Changzhou | Jiangsu  | 0 - 3 | Zhejiang | 24-26, 16-25, 13-25               |
| 15ª giornata - 19 dicembre 2015 Nationality College Gymnasium, Dalian     | Liaoning | 1 - 3 | Jiangsu  | 12-25, 25-11, 13-25, 11-25        |
| 16ª giornata - 22 dicembre 2015 Yuanping Gymnasium, Shenzhen              | Bayi     | 3 - 1 | Jiangsu  | 25-17, 25-19, 13-25, 25-23        |
| 17ª giornata - 26 dicembre 2015 Changzhou University Gymnasium, Changzhou | Jiangsu  | 3 - 0 | Liaoning | 25-17, 29-27, 25-21               |
| 18ª giornata - 29 dicembre 2015 Changzhou University Gymnasium, Changzhou | Jiangsu  | 3 - 1 | Bayi     | 25-12, 25-16, 21-25, 25-22        |

#### Play-off scudetto

##### Semifinale
| Gara 1 - 1º gennaio 2016 Luwan Gymnasium, Shanghai                 | Shanghai | 3 - 1 | Jiangsu  | 21-25, 25-19, 25-21, 25-23       |
| Gara 2 - 3 gennaio 2016 Luwan Gymnasium, Shanghai                  | Shanghai | 3 - 0 | Jiangsu  | 25-16, 25-21, 25-17              |
| Gara 3 - 7 gennaio 2016 Changzhou University Gymnasium, Changzhou  | Jiangsu  | 3 - 1 | Shanghai | 23-25, 25-15, 25-9, 25-23        |
| Gara 4 - 9 gennaio 2016 Changzhou University Gymnasium, Changzhou  | Jiangsu  | 3 - 1 | Shanghai | 13-25, 25-22, 25-13, 25-18       |
| Gara 5 - 10 gennaio 2016 Changzhou University Gymnasium, Changzhou | Jiangsu  | 3 - 2 | Shanghai | 25-18, 25-27, 14-25, 25-19, 15-9 |

##### Finale
| Gara 1 - 16 gennaio 2016 Tianjin People's Gymnasium, Tientsin      | Tianjin | 3 - 1 | Jiangsu | 18-25, 25-16, 34-32, 25-18       |
| Gara 2 - 19 gennaio 2016 Tianjin People's Gymnasium, Tientsin      | Tianjin | 3 - 1 | Jiangsu | 25-27, 25-19, 25-18, 25-23       |
| Gara 3 - 23 gennaio 2016 Changzhou University Gymnasium, Changzhou | Jiangsu | 3 - 0 | Tianjin | 25-21, 25-22, 25-19              |
| Gara 4 - 26 gennaio 2016 Changzhou University Gymnasium, Changzhou | Jiangsu | 3 - 2 | Tianjin | 21-25, 25-13, 25-21, 25-27, 15-8 |
| Gara 5 - 30 gennaio 2016 Changzhou University Gymnasium, Changzhou | Jiangsu | 1 - 3 | Tianjin | 25-22, 26-28, 20-25, 20-25       |

## Statistiche

### Statistiche di squadra
| Competizione        | Punti | In casa | In casa | In casa | In trasferta | In trasferta | In trasferta | Totale | Totale | Totale |
| Competizione        | Punti | G       | V       | P       | G            | V            | P            | G      | V      | P      |
| ------------------- | ----- | ------- | ------- | ------- | ------------ | ------------ | ------------ | ------ | ------ | ------ |
| Volleyball League A | 25    | 15      | 13      | 2       | 15           | 6            | 9            | 30     | 19     | 11     |
| Totale              | -     | 15      | 13      | 2       | 15           | 6            | 9            | 30     | 19     | 11     |

G = partite giocate; V = partite vinte; P = partite perse

### Statistiche dei giocatori
| Giocatore | Volleyball League A | Volleyball League A | Volleyball League A | Volleyball League A | Volleyball League A | Totale | Totale | Totale | Totale | Totale |
| Giocatore | P                   | PT                  | AV                  | MV                  | BV                  | P      | PT     | AV     | MV     | BV     |
| --------- | ------------------- | ------------------- | ------------------- | ------------------- | ------------------- | ------ | ------ | ------ | ------ | ------ |
| Chen Z.   | ?                   | ?                   | ?                   | ?                   | ?                   | ?      | ?      | ?      | ?      | ?      |
| Chen Y.   | ?                   | ?                   | ?                   | ?                   | ?                   | ?      | ?      | ?      | ?      | ?      |
| Diao L.   | ?                   | ?                   | ?                   | ?                   | 37                  | ?      | ?      | ?      | ?      | 37     |
| Gong X.   | ?                   | 368                 | 293                 | 54                  | 21                  | ?      | 368    | 293    | 54     | 21     |
| Gu W.     | ?                   | ?                   | ?                   | ?                   | ?                   | ?      | ?      | ?      | ?      | ?      |
| Hui R.    | ?                   | ?                   | ?                   | ?                   | ?                   | ?      | ?      | ?      | ?      | ?      |
| Jiang Q.  | ?                   | ?                   | ?                   | 50                  | ?                   | ?      | ?      | ?      | 50     | ?      |
| Li H.     | ?                   | ?                   | ?                   | ?                   | ?                   | ?      | ?      | ?      | ?      | ?      |
| Teng Z.   | ?                   | ?                   | ?                   | ?                   | ?                   | ?      | ?      | ?      | ?      | ?      |
| Wang C.   | ?                   | ?                   | ?                   | 76                  | ?                   | ?      | ?      | ?      | 76     | ?      |
| Wang T.   | ?                   | ?                   | ?                   | ?                   | ?                   | ?      | ?      | ?      | ?      | ?      |
| Wang W.   | ?                   | ?                   | ?                   | ?                   | ?                   | ?      | ?      | ?      | ?      | ?      |
| Wang X.   | ?                   | ?                   | ?                   | ?                   | ?                   | ?      | ?      | ?      | ?      | ?      |
| Zhai T.   | ?                   | ?                   | ?                   | ?                   | ?                   | ?      | ?      | ?      | ?      | ?      |
| Zhang C.  | ?                   | 607                 | 503                 | 53                  | 51                  | ?      | 607    | 503    | 53     | 51     |
| Zhao J.   | ?                   | ?                   | ?                   | ?                   | ?                   | ?      | ?      | ?      | ?      | ?      |
| Zhao Q.   | ?                   | ?                   | ?                   | ?                   | ?                   | ?      | ?      | ?      | ?      | ?      |
| Xu R.     | ?                   | 383                 | 309                 | 46                  | 28                  | ?      | 383    | 309    | 46     | 28     |

P = presenze; PT = punti totali; AV = attacchi vincenti; MV = muri vincenti; BV = battute vincenti